# Trichoniscus plitvicensis
Trichoniscus plitvicensis is een pissebed uit de familie Trichoniscidae. De wetenschappelijke naam van de soort is voor het eerst geldig gepubliceerd in 1930 door Karl Wilhelm Verhoeff.